# Nicolás Barán
Adolfo Nicolás Barán Flangini (* 9. Februar 1990 in Montevideo) ist ein uruguayischer Fußballspieler.

## Karriere
Der 1,80 Meter große Defensivakteur Nicolás Barán, Sohn von Adolfo Barán und älterer Bruder der Fußballspieler Santiago und Agustín Barán, gehörte zu Beginn seiner Karriere von der Clausura 2009 bis Mitte Januar 2014 dem Kader des in Montevideo beheimateten Klubs Miramar Misiones an. In der Saison 2010/11 absolvierte er elf Partien (kein Tor) in der Primera División. Zur Clausura 2014 wechselte er innerhalb der höchsten uruguayischen Spielklasse zum Club Atlético Rentistas, für den zu diesem Zeitpunkt bereits sein Bruder Santiago aktiv war. Bis zum Saisonabschluss kam er dort zu acht weiteren Erstligaeinsätzen (kein Tor). Anfang Oktober 2014 schloss er sich dem Zweitligisten Canadian Soccer Club an, nachdem sein Bruder Santiago wenige Wochen zuvor ebenfalls dort unterschrieben hatte. In der Saison 2014/15 wurde er 21-mal (ein Tor) in der Segunda División eingesetzt. Ende August 2015 wechselte er innerhalb der Liga zu Boston River. In der Spielzeit 2015/16 kam er dort 15-mal zum Einsatz und schoss ein Tor. Er stieg mit dem Klub in die Primera División auf und bestritt in der Saison 2016 14 Erstligaspiele (kein Tor).